# Alfonz Levičnik
Alfonz Levičnik, slovenski rimskokatoliški duhovnik in nabožni pisatelj, * 28. julij 1869, Planina, Postojna, † 6. marec 1966, Kranj. 

## Življenje in delo
Rodil se je očetu Valentinu in materi Mariji (rojena Fohn). Ljudsko šolo je obiskoval v Logatcu in Kranju, nižjo ginmazijo v Kranju (1880–1884), višjo pa v Ljubljani (1884—1888). Nato je v Ljubljani končal študij bogoslovja in bil 1892 posvečen. Leta 1905 v Gradcu promoviral za doktorja teologije. Kot kaplan je služboval v Cerknici (1892–1893), bil škofijski tajnik v Ljubljani (1893-1899), nato pomožni učitelj in suplent na gimnaziji v Kranju (1899–1903), katehet na realki v Idriji (1903–1904) in od 1904 do 1926, ko se je upokojil, profesor verouka na I. državni gimnaziji v Ljubljani. Pisal je članke vzgojne, prosvetne in religiozne vsebine. Sestavil je učni knjigi: Zgodbe sv. pisma novega zakona za srednje šole, (Ljubljana, 1924) in Zgodbe sv. pisma starega zakona za srednje šole (Ljubljana, 1926). V reviji Čas je v letih 1930-1931 je objavil razpravo Moderna karakterologija in krščanska vzgoja. Deloval je tudi pri humanitarni organizaciji Karitas.